# 128. pehotni polk (Italija)
128. pehotni polk Firenze (izvirno italijansko 128º Reggimento fanteria) je bil pehotni polk Kraljeve italijanske kopenske vojske.

## Zgodovina
Med prvo svetovno vojno je bil polk nastanjen na soški fronti, med drugo svetovno vojno pa  v Francoskih Alpah, Jugoslaviji ter Albaniji.